# 797

## Nașteri
- Bernard de Italia, rege franc al longobarzilor din Italia (d. 818)

## Decese
- dată necunoscută: Sibawayh lingvist iranian (n. 760)